# 세이셸 루피
루피 (rupee)는 세이셸의 통화이다. 1 루피는 100센트로 나뉜다. 지방의 세이셸 크리올 (Seselwa) 언어로는 roupi라 불린다. 세이셸 루피의 국제 통화 코드는 SCR(₹)이다. 약자로 SR과 S₹가 때때로 사용된다.

## 역사
세이셸 루피는 1914년에 도입되었다. 처음에는 지폐만 존재하였는데, 1877년부터 세이셸에서 사용되던 모리셔스 루피와 함께 사용되었으며 모리셔스 루피와 동일한 비율로 교환되었다. 후에 모리셔스 루피는 1810년부터 사용되어 오던 파운드로 대체되었다. 1939년에만 세이셸에서만 사용될 동전이 도입되었다.
2008년까지, 세이셸 루피의 가치는 통화 바스켓에 의지되었는데, 59%가 유로, 31%가 영국 파운드, 10%가 미국 달러로 구성되어 있었다. 세이셸 루피는 2008년 11월 2일에 자유롭게 뛰어올랐는데, 거래 첫날 즉시 유로당 43%에서 19.97%로 가라앉았다.

## 동전
1939년, 동전은 10, 25센트, ½, 1 루피의 종류로 도입되었다. 10 센트는 새로운 단위이자 백동으로 만들어지게 됐고 이와 동시에 만들어진 나머지 세 단위의 동전들은 모리타니 루피와 동일한 크기로 만들어졌으나 은의 순도가 더 낮았다.(.500) 1948년에는 청동제 1, 2, 5 센트 동전이 도입되면서 모리타니 동전과 같은 크기로 만들어졌으며 디자인 면에서도 매우 유사하였다.
1951년에 백동으로 만들어진 25 센트는 은으로 대체되었다. 또 다른 변화는 1953년과 1954년에 일어났는데, 12면체 니켈 황동으로 만들어진 10 센트 동전이 도입되었으며 이에 뒤따라 백동제 ½, 1 루피가 도입되었다. 1968년 2 센트 동전의 마지막 발행에 이어, 1972년에는 알루미늄제 1, 5 센트가 백동제 5 루피 동전과 함께 도입되었다.
1982년에 새 주조 화폐가 도입되었는데, 황동제 1, 5, 10 센트와 백동제 25 센트, 1, 5 루피가 새롭게 만들어졌다. 1 센트 동전은 1992년에 마지막으로 주조되었다.

## 지폐

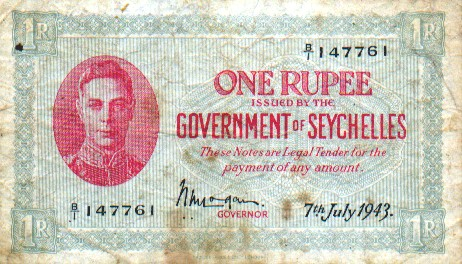
1943년 1 루피

1914년, 정부는 50센트, 1, 5, 10 루피 지폐의 비상 발행을 시행하였다. 일반적인 형태의 지폐는 1918년부터 50센트, 1 루피 지폐가 발행되었고 이어 5, 10, 50 루피 지폐는 1928년에 발행되었다. 50센트 지폐와 1 루피 지폐는 1951년까지 발행되었다. 20, 100 루피 지폐는 1968년에 도입되었고, 5 루피 지폐는 1972년에 동전으로 대체되었다.
1979년, 세이셸 금융 관리국 (Seychelles Monetary Authority)은 지폐의 발행을 이어받아 10, 25, 50, 100 루피를 발행하였다. 이 지폐들은 또한 세이셸 중앙은행이 1983년에 직책을 맡았을 때 발행되었다. 2005년, 500 루피 지폐가 도입되었다.

## 같이 보기
- 세이셸의 경제